# Nippon TV Tokyo Verdy Beleza
Maillots
Le Nippon TV Tokyo Verdy Beleza est un club japonais de football féminin basé à Tokyo. Il est la branche féminine du Tokyo Verdy.
Fondé en 1981, le club est le plus titré du pays avec 18 championnats du Japon et 14 victoires en coupes du Japon. C'est le seul club féminin professionnel de l'agglomération de Tokyo.

## Histoire
Le NTV Beleza domine le football féminin japonais dans les années 2000 et 2010. Entre 2015 et 2019, le club remporte toutes les éditions du championnat, pour un total de treize titres sur les deux décennies. Invité pour la première édition du championnat des clubs de l'AFC en 2019, Tokyo remporte la compétition en devançant le Jiangsu Suning, Incheon et le Melbourne Victory. À ce moment-là, 70% de l'effectif de l'équipe du Japon joue pour le club tokyoïte.
Tokyo perd ensuite sa position dominante, devancé par l'INAC Kobe Leonessa et les Urawa Red Diamonds. Le club perd en finale de la coupe de la Ligue en 2022 face aux Red Diamonds. Après avoir mené 3-0, le Beleza subit la remontada d'Urawa dans la dernière demi-heure, et finit par s'incliner aux tirs au but (3-3, 2-4).
En 2025, six ans après son dernier sacre, le club est titré en championnat. Tokyo devance Kobe de justesse, à la différence de buts. Le club retrouve les sommets grâce à des saisons en demi-teinte de Kobe et d'Urawa, mais aussi en s'appuyant sur des jeunes issues du centre de formation. Ce titre offre au Beleza un ticket pour la Ligue des champions de l'AFC.

## Palmarès
| Compétitions nationales | Compétitions internationales |
| - Championnat du Japon (18) - Champion en 1990, 1991, 1992, 1993, 2000, 2001, 2002, 2005, 2006, 2007, 2008, 2010, 2015, 2016, 2017, 2018, 2019 et 2025. - Vice-champion en 1989, 1994, 1997, 1998, 1999, 2003, 2004, 2009, 2011, 2012 et 2014. - Coupe du Japon (16) - Vainqueur en 1987, 1988, 1993, 1997, 2000, 2004, 2005, 2007, 2008, 2009, 2014, 2017, 2018, 2019, 2020 et 2022. - Finaliste en 1986, 1991, 1992, 1996, 2002 et 2003. - Coupe de la Ligue japonaise (8) - Vainqueur en 1996, 1999, 2007, 2010, 2012, 2016, 2018 et 2019. - Finaliste en 1997 et 2022. | - Championnat féminin des clubs de l'AFC (1) - Vainqueur en 2019. - Championnat féminin du Japon et de la Corée du Sud (1) - Vainqueur en 2011. |

## Personnalités

### Anciennes joueuses notables
- Yui Hasegawa
- Mana Iwabuchi
- Narumi Miura
- Yuki Nagasato
- Homare Sawa
- Risa Shimizu
- Riko Ueki